# يوسف غزالي
غزالي يوسف لاعب كرة قدم جزائري ولد في 24 جانفي 1988 بابن باديس ببلعباس يبلغ وزنة 64 كليلوغرام وطوله 181 سنتمتر يلعب كمهاجم صرح بدأ مسيرته الكروية مع شباب وداد تلمسان ثم صعد مع وداد تلمسان للكبار مند سنة 2008 وسجل هذا الموسم 12 وهو احسن هداف للوداد التلمساني وله عدة عروض خاصة من نادي موناكوا ومن نادي سطيف وقد التحق بنادي وفاق سطيف ولقد لعب مباراة واحدة مع الفريق في كأس رابطة الأبطال الأفريقية ولم يسجل وكانت مباراة سيئة بالنسبة اليه، ولقد سجل مؤخرا هدف رائع مع نادية وفاق سطيف في دوري رابطة الأبطال الأفريقية. أما في الموسم التالي فقد كان معاقبة لمدة سنة كاملة لانه لم يحترم القوانين الخاصة للفريق وكان يريد العودة للفريق التلمساني ولكن الوداد لم يرد ذلك وذلك لعدم كفائتة وقدراته